# Соседки (Оричевский район)
Соседки — деревня в Оричевском районе Кировской области в составе Спас-Талицкого сельского поселения.

## География
Расположена у западной окраины райцентра поселка Оричи.

## История
Известна с 1706 года как починок Новокшеновской с 9 дворами, к 1765 уже 117 жителей. В 1873 году здесь (починок Новокшеновский или Шаричи) дворов 35 и жителей 217, в 1905 (починок Новокшеновский или Соседки) 6 и 32, в 1926 (деревня Соседки или Новокшеновская) 4 и 19, в 1950 8 и 26, в 1989 оставалось 2 постоянных жителя. Настоящее название утвердилось с 1939 года.  

## Население
Постоянное население составляло 2 человека (русские 100%) в 2002 году, 2 в 2010.